# Rivalidad futbolística entre Egipto y Túnez
La rivalidad futbolística entre Egipto y Túnez es una de las más grandes del fútbol africano, así como una de las más antiguas del continente a nivel de selecciones nacionales.

## Historia
El primer partido entre ambas selecciones tuvo lugar el 8 de diciembre de 1972 en El Cairo por la clasificación de CAF para la Copa Mundial de Fútbol de 1974 y terminó con victoria para Egipto por 2-1. Se han enfrentado en más de 30 ocasiones entre partidos oficiales y amistosos, en los que Túnez lleva la ventaja en el historial, aunque Egipto ha sido más exitoso en cuanto a títulos internacionales.
La mayor goleada entre ambas selecciones se dio el 11 de diciembre de 1977 en la eliminatoria a Argentina 1978, cuando Túnez ganó 4–1 y con ello logró la clasificación a su primera Copa Mundial de Fútbol.
Al año 2021, ambas selecciones se habían enfrentado en siete ocasiones entre la clasificación al mundial y la African Nations Cup. Por eliminatoria mundialista se enfrentaron rumbo a 1974, 1978 y 1998, logrando Túnez la clasificación en las últimas dos ocasiones a expensas de Egipto. Por eliminatoria continental se enfrentaron en 1978 (Túnez ganó 3–2 luego de empatar 2–2), 1984 (empate 0–0 en Túnez y Egipto ganó en El Cairo 1–0), 1992 (ambos partidos terminaron con empate 2–2) y 2015 (Túnez ganó 1–0 y 2–1 respectivamente), y en 2019 se enfrentaron por quinta ocasión en una eliminatoria continental, en la que Túnez ganó el primer partido por 1–0 en Radès y perdió el segundo en Alejandría por 2–3.
Se han enfrentado en dos finales de la Copa Africana de Naciones, la primera de ellas en el 2000 en Nigeria con victoria para Túnez por 1–0 y en 2002 en Mali donde Egipto ganó por el mismo marcador. Hossam Hassan es el egipcio con más apariciones en la rivalidad con 12 y Wahbi Khazri es el que ha jugado en más ocasiones el derbi (3 partidos).
Ambas selecciones han tenido idénticos desempeños en la Copa Mundial de Fútbol. Hasta el momento, ninguna de las dos ha podido superar la fase de grupos, siendo Túnez el que ha participado en más ocasiones.

## Estadísticas
| Torneo                                          | Partidos | Egipto | Empates | Túnez | Goles Egipto | Goles Túnez |
| ----------------------------------------------- | -------- | ------ | ------- | ----- | ------------ | ----------- |
| Copa Africana de Naciones                       | 2        | 1      | 0       | 1     | 1            | 1           |
| Clasificación para la Copa Mundial de Fútbol    | 6        | 2      | 1       | 3     | 6            | 10          |
| Clasificación para la Copa Africana de Naciones | 10       | 2      | 4       | 4     | 13           | 15          |
| Copa Árabe                                      | 2        | 1      | 0       | 1     | 1            | 1           |
| Amistosos                                       | 14       | 5      | 3       | 6     | 11           | 12          |
| Total                                           | 34       | 11     | 8       | 15    | 32           | 39          |

## Galería

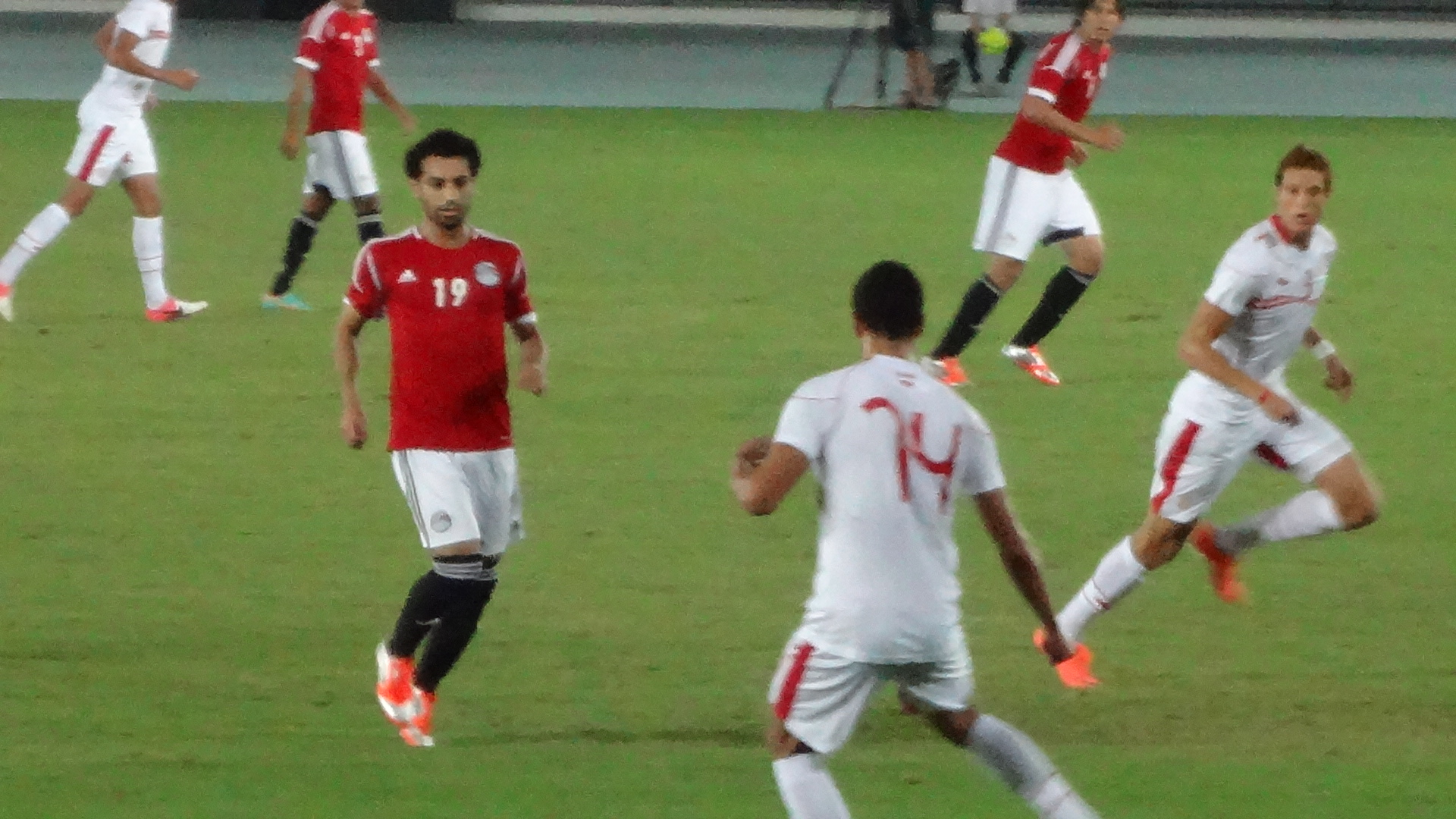
Partido amistoso el 16 de octubre de 2012.